# Emoia concolor
Emoia concolor — вид сцинкоподібних ящірок родини сцинкових (Scincidae). Ендемік Фіджі.

## Поширення і екологія
Emoia concolor широко поширені на Фіджі, зокрема на острові Ротума. Вони живуть у первинних і вторинних вологих тропічних лісах, на кокосових плантаціях і в садах. Зустрічаються на висоті до 1000 м над рівнем моря. Відкладають яйця, в кладці 2 яйця.

## Збереження
МСОП класифікує стан збереження цього виду як близький до загрозливого. Emoia concolor загрожує знищення природного середовища та хижацтво з боку інтродукованих кішок, щурів і мангустів. 